# Emozioni fortissime
Emozioni fortissime è un album live del gruppo musicale Elio e le storie tese, pubblicata 2007.

## Storia
Fa parte della serie di CD Brulé  con le registrazioni del tour estivo dello stesso anno. L'album è stato registrato da Franco Cufone o da Alex 3carichi, mixato da Rodolfo "Foffo" Bianchi e Giacomo "113" Plotogher. Il tastierista Rocco Tanica, impegnato in studio alla realizzazione del nuovo disco della band, è sostituito da Vittorio Cosma.
Tutti i CD Brulé contengono solo la prima parte del concerto, da John Holmes a Cara ti amo. I brani Parco Sempione, Il buco del membro e Amico Cheyenne erano ancora inediti, vennero pubblicati successivamente su Studentessi, con titoli e testi differenti. Le canzoni che formano il Disco Medley, già conosciute dal pubblico, vennero presentate per la prima volta in questa forma.

## Tracce
1. John Holmes (Belisari - Conforti)
2. Cassonetto differenziato per il frutto del peccato (Belisari - Conforti)
3. Il vitello dai piedi di balsa (Belisari - Conforti)
4. Il vitello dai piedi di balsa reprise[1] (Belisari - Conforti - Fasani / Belisari - Conforti)
5. Burattino senza fichi (Belisari - Conforti - Civaschi - Fasani)
6. Essere donna oggi (Belisari - Conforti / Belisari - Conforti - Civaschi - Fasani)
7. Uomini col borsello (Belisari - Conforti - Civaschi - Fasani / Belisari - Conforti - Civaschi)
8. Oratorium (Belisari - Conforti - Civaschi - Fasani)
9. Servi della gleba (Belisari - Conforti - Civaschi - Fasani)
10. Christmas with the Yours[2] (Belisari - Conforti - Civaschi - Fasani)
11. Cara ti amo (Belisari - Conforti)
12. Disco Medley[3] (Belisari - Conforti - Civaschi - Fasani)
13. Carro (Belisari - Conforti - Civaschi - Fasani)
14. Parco Sempione (Belisari - Conforti - Civaschi - Fasani)
15. Psichedelia (Belisari - Conforti - Civaschi - Fasani)
16. Il rock and roll (Belisari - Conforti - Civaschi - Fasani)
17. Il buco del membro[4] (Belisari - Conforti - Civaschi - Fasani)
18. Gimmi I. (Belisari - Conforti - Civaschi - Fasani)
19. Shpalman®[5] (Belisari - Conforti - Civaschi - Fasani)
20. Amico Cheyenne[6] (Belisari - Conforti - Civaschi - Fasani)
21. Tapparella (Belisari - Conforti - Civaschi - Fasani)

## Formazione
- Elio - voce, flauto traverso e chitarra ritmica;
- Faso - basso e voce addizionale;
- Cesareo - chitarra elettrica e voce addizionale;
- Christian Meyer - batteria;
- Vittorio Cosma aka Clayderman Viganò - tastiera e voce addizionale;
- Jantoman aka Il tastierista misterioso - tastiera e voce addizionale;
- Mangoni - uomo immagine, artista a sé e voce addizionale.

## Date e luogo di registrazione
- 22/06/2007 Roma Laghetto dell'Eur
- 26/06/2007 San Donà di Piave Parco Fluviale
- 27/06/2007 Casumaro Campo Sportivo
- 01/07/2007 Cittiglio Parco Stazione
- 02/07/2007 Collegno Colonia Sonora
- 03/07/2007 Firenze Ippodromo le Mulina
- 07/07/2007 Piacenza ex Campo Daturi
- 11/07/2007 Casoni di Luzzara[2] Parco Comunale
- 14/07/2007 Cesenatico Piazza Costa
- 21/07/2007 Padova Stadio Euganeo parcheggio nord
- 24/07/2007 Sordevolo Libra Festival
- 26/07/2007 Cervignano del Friuli Parco Europa Unita
- 28/07/2007 Orosei Campo Sportivo
- 31/07/2007 Capua Piazza Giudici
- 01/09/2007 Rimini Piazza Fellini
- 05/09/2007 Milano PalaSharp
- 08/09/2007 Locarno Piazza Grande
- 12/09/2007 Bologna[2] Arena Parco Nord
- 14/09/2007 Rivalta di Torino Karting Club
- 16/09/2007 Calangianus Piazza Centrale
- 23/09/2007 Catania Cittadella Universitaria
- 27/09/2007 Isola della Scala PalaSpettacoli
- 28/09/2007 Campagnano di Roma Piazza Cesare Neoneli
- 29/09/2007 Bari Piazza Mercantile